# میهای ساوا
میهای ساوا( متولد ۳ سپتامبر ۱۹۹۱)یک کشتی‌گیر اهل مولداوی است. از افتخارات وی می‌توان به کسب مدال برنز وزن ۶۵ کیلوگرم در مسابقات قهرمانی کشتی جهان ۲۰۱۴ اشاره کرد. 